# 巖良明
巖（巌）良明（いわお よしあき、1984年8月5日 - ）は、日本の演出家・ダンサー。
大阪府大阪市出身、関西学院高校・関西学院大学経済学部卒。
ライブエンターテイメントの演出制作を中心とした株式会社お・ど・ら・ぼの代表取締役。

## 来歴
大阪府大阪市生まれ、血液型はA型。
高校在学中にダンスと出会い、18歳で本格的に活動を開始。
関西学院大学入学と同時に丸山久範に出会いチームメイトとなる。
のちに、当時大阪芸術大学に通っていた辺春達哉と3人で2step garageというチームを結成。
ストリートダンスを中心としたスタイルで数々のコンテストに入賞、同時にダンススタジオRemixのオーナー演出家・縡芭巧（コトバタクミ）に抜擢され、インストラクターとしての活動を開始。大学生のダンスコンテストBIGBANGでは2位に輝き、特別賞を3度受賞。最後まで1位にこだわり続けたが獲れず卒業。
大学卒業後はユニバーサル・スタジオ・ジャパンの運営会社である株式会社ユー・エス・ジェイに就職、ショー制作を担当する傍ら、自身のダンス活動を続ける日々を送る。Remixのインストラクターとして活動する一方で、尾沢奈津子・栗原めぐみ両名のもとJAZZダンスを学び始め、JAZZや舞台の魅力に惹きつけられ、ダンススタイルの転機を迎える。
その後舞台中に肘の関節を損傷し、3か月以上ダンス活動を休止せざるを得なくなったことを機に身体の構造・仕組みに興味を持ち、ボディワークを学び始め、様々なワークショップを渡り歩くようになる。その結果、ストリートダンスの世界からバレエやコンテンポラリーの世界へと興味の幅が拡がり、ユー・エス・ジェイを退社、2011年に単身渡米。Terri Best / Adam Parson / Rei Aoo /Kana Miyamotoに師事、以後、日本とLAを行き来しながらダンス活動を続け、2013年に帰国。
帰国後、演出家としての活動をスタート。
2013年、シルク・ドゥ・ソレイユなどでも取り入れられているフランクリンメソッドのオフィシャルエデュケーターのライセンスを取得。雑誌DDDの専属ダンサー、イタリアスポーツブランドFREDDYの日本ライダーとして活動中。
関西におけるダンスや芸術活動の雇用があまりにも少ないことに絶望を感じ、自ら雇用を生み出すため、2015年に株式会社お・ど・ら・ぼを設立。現在は、株式会社おどらぼの代表取締役として経営に携わっている。

## 主な演出作品
- 2015年6月26日開催予定　第5回こどもミュージカル「鈴の音～時を越えて～」[2]演出助手
- 2015年 JCDN / 京都芸術センター共同事業　コミュニティダンス DANCE4ALL ファシリテーター[3]
- 2015年12月　阪急三番街クリスマスイベント演出
- 2015年11-12月 グランフロント大阪　うめきた広場 クリスマスイベント　コンセプト演出担当[4][5]
- 2015年10月 西宮市文化事業財団主催 フレンテダンスジュエルス新作作品発表[6]
- 2014年10月 Club Piccadilly オープニングレセプション担当
- 2014年8月高島屋全館プロモーションイベント(7/30-8/4) 「ココロオドル」2F Special Jam Session演出
- 2014年4月 観光庁主催東アジア国際会議 エンターテイメントアトラクション演出振付担当
- 2013年アメリカロサンゼルス　LA LongBeach ISSE Expo　J's hair 「Deep space」[7]　演出サポート
- 2013年8月Sniff out2013 インテックス大阪100人のダンサーと生バンドによるFlash Mob/Micehak Jackson Respect演出・振付[8]
- 2012年12月 法村友井バレエ団主催　セカンドステージ Untitled演出振付
- 2012年 8月 横浜アリーナ「STYLING Collection」 J’s Hair Show 演出振付

## 主な出演作品舞台・ステージ
- 2014大阪大学医学部文化祭ゲスト講師   （フランクリンメソッド+Dance show case)(11/16)
- ART FES P.A.D ダンス演出振付Untitled+(2013/2014/2015)
- 2014.3アメリカニューヨーク　IBS NY(世界最大級のヘアサロンExpo) J's hair Direction support/dancer出演[9]
- 2014年佐々木美智子バレエ団バフチサライの泉 出演
- 2013J's hair show JPN Tour(8/22-30福岡・東京・千葉・福島・新潟)ツアー演出・ダンサー出演
- DVD DDD HOUSE WORKOUT 7.10 (全国フィットネスクラブ導入のワークアウト） 出演[10][11]
- 2013年 佐渡裕プロデュースオペラ「トスカ」出演
- 2013年法村友井バレエ団セカンドステージ出演
- ADHIP主催BIGBANG東京・大阪 準優勝/特別賞3回(2005/2006/2007)[12][13]
- Hook up HOUSE Best8
- 2006 KOBE NAGATA Dance Contest 2nd prize
- 2006 D-WINNER　2nd prize etc...
- 2005 O-CAT DANCE CHAMPIONSHIP 優勝[14]
- びわ湖銀行CF
- J-PHONE中国 CF
- N-Trance Fish 2007/2008/2009/2011/2012 出演(ABCホールetc...)
- 市民参加型ミュージカル「ダンスオペラ」2005/2009 準主役

## メディア掲載実績
- 神戸新聞（2016年4月1日付　著・石名智子）
- 京都芸術センター通信（2015年5月号）
- 神戸新聞（2015年3月14日付 著・井上駿）